# Sydonia Bayer

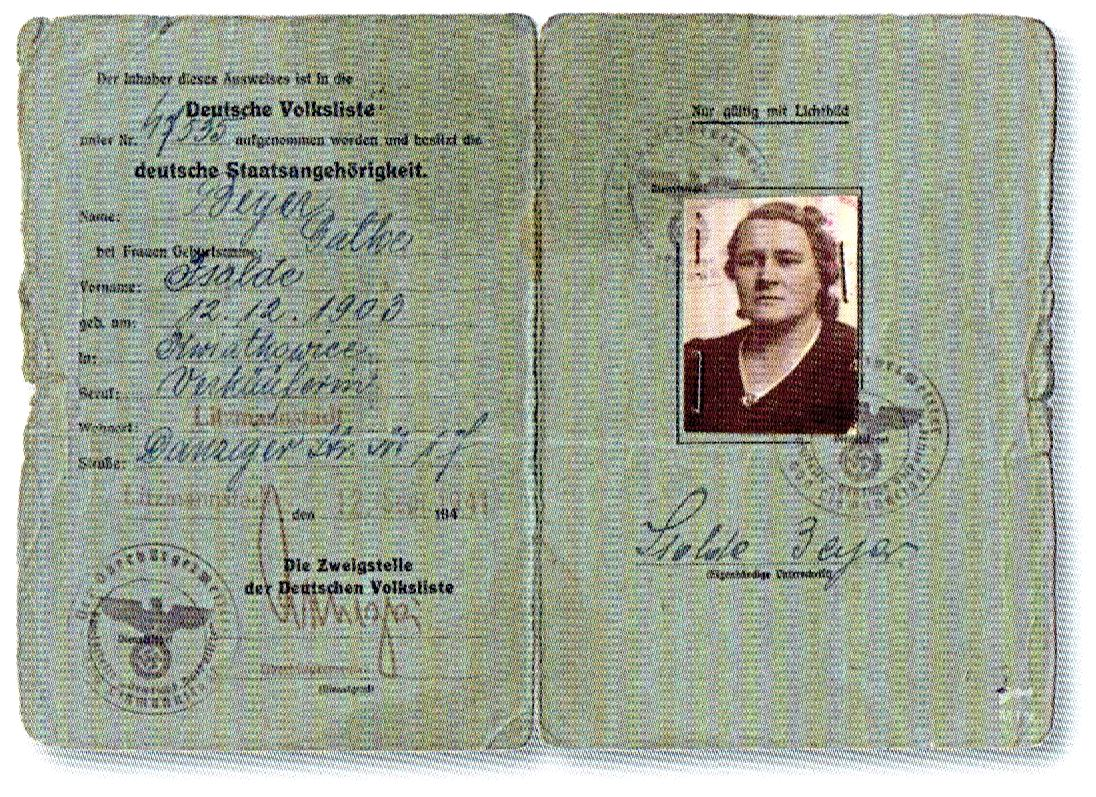
Wewnętrzna strona legitymacji Niemieckiej Listy Narodowościowej (Ausweis der Deutschen Volsliste) wystawionej na nazwisko Isolde Bayer

Sydonia Bayer, właśc. Isolde Beyer (ur. 12 grudnia 1903 w Kwiatkowicach, zm. 12 listopada 1945 w Łodzi) – SS-Aufseherin i funkcjonariuszka policji bezpieczeństwa, kierowniczka oddziału dziewczęcego Prewencyjnego Obozu Policji Bezpieczeństwa dla Młodzieży Polskiej w Łodzi, zbrodniarka wojenna.

## Życiorys
Sydonia Bayer vel Isolde Beyer z domu Gatke urodziła się 12 grudnia 1903 roku w Kwiatkowicach. Jej ojcem był August Gatke, a matką Anna z domu Littmann. Rodzina była narodowości niemieckiej. Ukończyła cztery klasy szkoły handlowej oraz kurs dla pielęgniarek. Po ukończeniu szkoły podjęła pracę jako ekspedientka w Łodzi.
12 września 1941 roku podpisała Volkslistę (DVL) z nr 47535. W tym czasie mieszkała przy Danziger Str. (ob. ul. Gdańska) 17. W 1941 roku, przez niecałe 3 miesiące, była zatrudniona jako oddziałowa w policyjnym więzieniu kobiecym przy ul. Gdańskiej 13. W latach 1941–1942 pracowała w policyjnym Urzędzie Sanitarno-Obyczajowym jako pomoc niemieckiego lekarza. W grudniu 1942 roku została kierowniczką oddziału dziewczęcego i dzieci małych w Prewencyjnego Obozu Policji Bezpieczeństwa dla Młodzieży Polskiej w Łodzi przy ul. Przemysłowej oraz sprawowała nadzór nad izbą chorych i pracą lekarzy. W lipcu 1944 roku została zwolniona z pracy.
Sydonia Bayer została aresztowana 14 marca 1945 roku i osadzona w miejscu dawnej swojej pracy – w więzieniu przy ul. Gdańskiej 13 w Łodzi. Jej proces toczył się przed Specjalnym Sądem Karnym w Warszawie z siedzibą w Łodzi 6 września 1945 roku. Bayer została oskarżona o udział, jako kierowniczka obozu karnego przy ul. Przemysłowej, w znęcaniu się nad polskimi dziećmi, oraz (obok funkcyjnej Genowefy Pohl) w szczególności przyczynienie się do śmierci Urszuli Kaczmarek i Danuty Jakubowskiej. Za zbrodnie, wyrokiem sądu, skazana została w dniu procesu na karę śmierci. Prezydent nie skorzystał z prawa łaski i tym samym wyrok wykonano 12 listopada 1945 roku na terenie więzienia przy ul. S. Sterlinga 16.

## Zbrodnie
Podczas pełnienia swojej służby stała się sławna ze swego okrucieństwa wobec więźniów. Otrzymała przydomek „Frau Doktor” z racji pełnienia w obozie nadzoru lekarskiego, który przybierał w jej wykonaniu formę sadystycznych tortur. Była najokrutniejszą „wychowawczynią” w obozie. „Lubowała się w wywlekaniu chorych dzieci na śnieg i polewaniu ich zimną wodą.(…) Kazała je chłostać, bić, kopać, pozbawiała posiłków”. Jako formę represji za moczenie się dzieci podczas snu zorganizowała dla nich specjalny karny „blok dla dzieci bezwiednie oddających mocz”. Kijem „badała”, czy po zastosowaniu jej metod dzieci są już zdrowe. W wyniku jej działalności wiele osadzonych w obozie dzieci zmarło.